# 格拉多 (阿斯图里亚斯)
格拉多，是西班牙阿斯图里亚斯的一个市镇。总面积222平方公里，总人口11454人（2001年），人口密度52人/平方公里。